# Sapromyza triloba
Sapromyza triloba är en tvåvingeart som beskrevs av Malloch 1933. Sapromyza triloba ingår i släktet Sapromyza och familjen lövflugor. Inga underarter finns listade i Catalogue of Life.